# Такер, Софи
Софи Такер (Sophie Tucker; настоящее имя Соня Калиш; 13 января 1887 — 9 февраля 1966) — американская певица, актриса, комедиантка и радиоведущая.

## Биография
Родилась в Тульчине, Российская империя, в еврейской семье. Её семья эмигрировала в Соединённые Штаты, когда она была ещё ребёнком, и поселилась в Хартфорде, штат Коннектикут. Её родители сменили фамилию на Абуза и открыли собственный ресторан, где Соня впервые начала петь перед посетителями. В 1903 году, в возрасте 17 лет, она вышла замуж за Луиса Така, под влиянием которого в 1906 году выбрала себе сценический псевдоним «Софи Такер». В браке она родила сына, но вскоре (1913) развелась с мужем. Впоследствии она была замужем ещё дважды, в том числе за пианистом Фрэнком Вестфалем, но оба её брака длились меньше 5 лет.
Свою профессиональную карьеру она начала как комедийная актриса водевилей и бурлесков (не в последнюю очередь из-за своей полноты), а также как исполнительница музыки на рояле. Впоследствии, сильно загримированная, исполняла афроамериканские песни, с 1909 года принимала участие в театральных постановках «Безумства Зигфелда» и в том же году начала выступать в Мюзик-Холле. В 1914 году выступила в водельвильном представлении в Palace Theatre в Нью-Йорке.
Свою первую песню записала в 1911 году ("Some of These Days, ставшую весьма популярной), широкую известность получила в 1925 году, выпустив песню My Yiddishe Momme (идиш אַ ייִדישע מאַמע‎). Исполняла песни в стиле джаз и рэгтайм, а также создала множество комических музыкальных композиций. Также сыграла несколько комических ролей в художественных фильмах. В 1938 году стала президентом Американской федерации актёрских профсоюзов.
Пик её славы пришёлся на 1930-е годы, причём в своих песнях она часто поднимала тему секса, что не было свойственно абсолютному большинству артистов той эпохи. За экстравагантное поведение на сцене ещё в 1928 году она получила прозвище The Last of the Red Hot Mamas. В 1938—1939 годах вела собственное шоу на радио, выходившее несколько раз в неделю. В 1945 году опубликовала автобиографию. В 1950-х и начале 1960-х годов, вплоть почти до самой смерти, активно выступала на телевидении.